# Округ Ламар (Џорџија)
Округ Ламар (енгл. Lamar County) је округ у америчкој савезној држави Џорџија.

## Демографија
По попису из 2010. године број становника је 18.317, што је 2.405 (15,1%) становника више него 2000. године.
| Група             | 2000.          | 2010.          |
| Белци             | 10.683 (67,1%) | 11.943 (65,2%) |
| Афроамериканци    | 4.836 (30,4%)  | 5.650 (30,8%)  |
| Азијати           | 59 (0,4%)      | 72 (0,4%)      |
| Хиспаноамериканци | 172 (1,1%)     | 341 (1,9%)     |
| Укупно            | 15.912         | 18.317         |